# Joakim Slettengren
Joakim Erik Gustaf Slettengren född den 24 juli 1982, är en svensk företagsledare, Han är sedan 2021 vice vd för Foodora och interim vd hösten 2024.

## Biografi
Joakim Slettengren är född och uppvuxen i Stockholm. Han har studerat vid Kungliga Tekniska högskolan, där han avlade masterexamen i industriell teknik. Efter KTH fortsatte studierna vid Stockholms universitet i ämnen som psykologi och statistik. Därefter studerade Slettengren vid National University of Singapore(en), där han avlade examen i affärsutveckling och ekonomi. Efter studierna fick han anställning vid SEB, där han arbetade i ett år, varefter han blev anställd vid Ericsson Singapore. Därefter fortsatte Slettengren sin karriär på konsultbyrån Accenture. År 2018 blev han svensk VD för undersökningsbolaget Nepa. År 2021 anställdes han på Foodora och blev företagets vice VD.